# Terremoto del Golfo de México de 2006
El terremoto del Golfo de México de 2006 ocurrió en el este del Golfo de México el 10 de septiembre a las 10:56 AM hora del este. El terremoto intraplaca midió 5.8 en la escala de magnitud de momento y su epicentro se ubicó a unos 400 kilómetros (250 millas) al oeste-suroeste de Anna Maria, Estados Unidos. El evento se sintió en gran parte de la Costa del golfo de Estados Unidos y fue el segundo terremoto de magnitud 5 o mayor en el Golfo durante 2006. Las intensidades de fieltro, medidas en la escala de intensidad de Mercalli, fueron tan altas como IV (Ligero) en Florida, con partes de Georgia en III (Débil).

## Características
Según los informes, el terremoto se sintió a lo largo de la costa del golfo y hasta el norte de Georgia. El terremoto fue el más fuerte en el Golfo de México en 33 años y fue un terremoto intraplaca, un evento que tiene lugar lejos de los bordes de las placas tectónicas (donde tiene lugar la mayor parte de la actividad tectónica). Los terremotos en el Sureste de Estados Unidos no son comunes, pero varios eventos fuertes han ocurrido en la región. En 1879, cerca de San Agustín, Florida, un terremoto dañó el yeso y derribó los platos de los mostradores, y en Carolina del Sur, el terremoto de Charleston en 1886 causó graves daños y fue responsable de la muerte de sesenta personas.
El evento ocurrió cerca de la Zona de Fractura de Cuba y estaba muy lejos del borde de la Placa de América del Norte. Randy Cox, profesor asociado de ciencias de la tierra en la Universidad de Memphis en Tennessee, declaró que la fuente de tensión era la Cordillera del Atlántico Medio, donde la expansión del fondo marino estaba causando la compresión de la Placa de América del Norte. Un evento de magnitud 5.2 en febrero de 2006 puede haber estado asociado con la misma zona de falla.
El epicentro del terremoto estaba demasiado lejos de la costa para que estuviera bien cubierto por los sismógrafos terrestres y, por lo tanto, las características del evento están poco limitadas. El mecanismo focal indicaba fallas inversas. La profundidad focal de entre 14 y 31 km muestra que ocurrió dentro de la zona sismogénica, en lugar de en cualquiera de las muchas fallas de crecimiento poco profundas en el área. El terremoto condujo a una revaluación del peligro geográfico para las instalaciones de exploración y producción de hidrocarburos en el Golfo.
Varios miles de personas informaron el evento al Servicio Geológico de los Estados Unidos, pero ninguno informó ningún daño por el terremoto de 20 segundos. Los artículos fueron retirados de los estantes y se observaron seiches en piscinas en partes de Florida donde se notificaron intensidades sentidas tan altas como IV, incluyendo Brooksville en la costa oeste, Titusville en la costa este y Panama City en la costa. En Atlanta, Georgia, se informó que la intensidad estaba en el nivel III.